# Franco Israel
Franco Israel, né le 22 avril 2000 à Nueva Helvecia en Uruguay, est un footballeur international uruguayen qui évolue au poste de gardien de but au Torino FC.

## Biographie

### Carrière en club

#### Formation et passage en Italie
Franco Israel commence sa carrière au sein du Club Artesano, dans sa ville natale, avant de rejoindre le centre de formation du Nacional en 2016.
Après s'être illustré en Copa Libertadores des moins de 20 ans avec le Nacional, remportant le trophée en 2018, il est transféré au club italien de la Juventus pour 2,2 millions d'euros le 17 août 2018, signant un contrat de cinq ans avec les champions en titre de Serie A,
Intégré à l'équipe reserve de la Juve, Israel s'impose rapidement comme titulaire en Serie C, connaissant même plusieurs convocations en équipe première sous l'égide d'Andrea Pirlo, notamment en Ligue des champions,,.

#### Débuts au Sporting Portugal
Le 5 juillet 2022, Israël est transféré au Sporting CP pour un montant de 650 000 euros et un intéressement sur une potentielle revente estimé entre 50 et 60%, signant avec le club portugais un contrat de cinq ans qui inclut une clause libératoire de 45 millions d'euros,,.
Recruté comme deuxième gardien, il fait ses débuts avec le Sporting le 4 octobre 2022, remplaçant l'attaquant Marcus Edwards à la 26e minute du match de poule de Ligue des champions contre l'Olympique de Marseille, le gardien Antonio Adán venant de sortir sur carton rouge. Entré en jeu, alors que son équipe est déjà menée et joue à 10, il ne parvient pas à empêcher la défaite 4-1 à l'extérieur des lisboètes.

### Carrière en sélection
International uruguayen en équipe de jeunes, Franco Israel, il a notamment pris part au Championnat sud-américain et la Coupe du monde avec les moins de 20 ans, en 2019.

## Statistiques

### En sélection nationale
| Saison                | Sélection             | Phases finales        | Phases finales | Phases finales | Éliminatoires CDM | Éliminatoires CDM | Matchs amicaux | Matchs amicaux | Total | Total |
| Saison                | Sélection             | Compétition           | M              | B              | M                 | B                 | M              | B              | M     | B     |
| --------------------- | --------------------- | --------------------- | -------------- | -------------- | ----------------- | ----------------- | -------------- | -------------- | ----- | ----- |
| 2022-2023             | Uruguay               | Coupe du monde 2022   | -              | -              | -                 | -                 | 1              | 0              | 1     | 0     |
| 2023-2024             | Uruguay               | Copa América 2024     | 0              | 0              | 0                 | 0                 | 0              | 0              | 0     | 0     |
| Total sur la carrière | Total sur la carrière | Total sur la carrière | 0              | 0              | 0                 | 0                 | 1              | 0              | 1     | 0     |

## Palmarès
| Club Nacional - Copa Libertadores -20 - Vainqueur en 2018 (en) |